# Le Chant des canuts
Le Chant des Canuts ou Les Canuts est une chanson française écrite par Aristide Bruant en 1894 en hommage aux travailleurs de la soie de Lyon, à l'origine de plusieurs insurrections dans la première moitié du XIXe siècle (1831, 1834 et 1848).

## Origines
Le texte de Bruant s'inspire de celui de La Chanson du linceul, adaptation en français  par Maurice Vaucaire (1863-1918) d'une chanson allemande inspirée du poème Les Tisserands de Silésie de Heinrich Heine. 
En 1893, La Chanson du linceul est chantée à Paris comme élément de la pièce de théâtre Les Tisserands (Die Weber) de Gerhart Hauptmann (1862-1946), mise en scène par André Antoine au Théâtre-Libre, dans une traduction de Jean Thorel. Cette pièce met en scène un groupe de tisserands ruraux allemands lors d'un soulèvement survenu en 1844 en Silésie (alors province du royaume de Prusse).
Le Chant des Canuts est interprété par Bruant lors de l'Exposition universelle de Lyon en 1894.

## Un chant de lutte célèbre
Le Chant des canuts est devenu un chant de lutte très connu, comme Le Temps des cerises ou Bella ciao. En 1955, dans le disque Chansons populaires de France, Yves Montand modifie la fin de troisième strophe, remplaçant « la tempête » par « la révolte » et « nous sommes tout nus » par « nous n'irons plus nus ». Cette modification, qui donne une tournure encore plus révolutionnaire au chant, est reprise par les interprètes ultérieurs.
Dans les années d'après la Seconde Guerre mondiale, en plus d'Yves Montand, il est chanté par Leny Escudero, Marc Ogeret, Francesca Solleville et plus récemment par Éric la Blanche. 
Le 5 février 2017 et le 6 mars 2022, Jean-Luc Mélenchon, candidat à l'élection présidentielle, entonne quelques couplets du chant pour conclure deux meetings à Lyon.

## Paroles
- Les Canuts, d'Aristide Bruant (entre parenthèses : modifications d'Yves Montand)

Pour chanter Veni Creator

Il faut une chasuble d'or

Pour chanter Veni Creator

Il faut une chasuble d'or

Nous en tissons pour vous, grands de l'église

Et nous, pauvres canuts, n'avons pas de chemise
C'est nous les canuts

Nous sommes tout nus
Pour gouverner, il faut avoir

Manteaux ou rubans en sautoir

Pour gouverner, il faut avoir

Manteaux ou rubans en sautoir

Nous en tissons pour vous grands de la terre

Et nous, pauvres canuts, sans drap on nous enterre
C'est nous les canuts

Nous sommes tout nus
Mais notre règne arrivera

Quand votre règne finira.

Mais notre règne arrivera

Quand votre règne finira.

Nous tisserons le linceul du vieux monde,

Car on entend déjà la tempête (révolte) qui gronde
C'est nous les canuts

Nous sommes tout nus (n'irons plus nus).

## Hommages
À Lyon, une statue de Georges Salendre (1890-1985) intitulée Le Chant des canuts, représentant un couple d'amoureux entonnant le chant, se trouve place des Tapis, à 250 mètres de la mairie du 4e arrondissement de Lyon (133, boulevard de la Croix-Rousse), c'est-à-dire dans l'ancien quartier des canuts. Jusqu'en novembre 2014, elle se trouvait dans le square Dejean, à côté de la mairie.